# Arthur Rinderknech
Arthur Rinderknech (Gassin, 23 juli 1995) is een Franse tennisser. Hij heeft nog geen ATP toernooien gewonnen. Hij heeft één challenger in het dubbelspel op zijn naam staan.

## Palmares

### Enkelspel
| Nr.              | Datum           | Toernooi     | Ondergrond | Tegenstander in finale | Score         |         |
| ---------------- | --------------- | ------------ | ---------- | ---------------------- | ------------- | ------- |
| verloren finales |                 |              |            |                        |               |         |
| 1.               | 15 januari 2022 | ATP Adelaide | Hardcourt  | Thanasi Kokkinakis     | 7-6, 6-7, 3-6 | details |

### Dubbelspel
| Legenda                       | Legenda               |
| ----------------------------- | --------------------- |
| Grand Slam                    |                       |
| Olympische Spelen             |                       |
| tot 2009                      | vanaf 2009            |
| Tennis Masters Cup            | ATP Finals            |
| ATP Masters Series            | ATP Tour Masters 1000 |
| ATP International Series Gold | ATP Tour 500          |
| ATP International Series      | ATP Tour 250          |

| Nr.                           | Datum             | Toernooi | Ondergrond    | Partner  | Tegenstanders in finale      | Score    | Details |
| ----------------------------- | ----------------- | -------- | ------------- | -------- | ---------------------------- | -------- | ------- |
| Verloren finales mannendubbel |                   |          |               |          |                              |          |         |
| 1.                            | 26 september 2021 | ATP Metz | Hardcourt (i) | Hugo Nys | Hubert Hurkacz Jan Zieliński | 5-7, 3-6 | Details |

## Resultaten grote toernooien
| Legenda | Legenda                          |
| ------- | -------------------------------- |
| g.t.    | geen toernooi gehouden           |
| l.c.    | lagere categorie                 |
| –       | niet deelgenomen                 |
| G       | uitgeschakeld in de groepsfase   |
| 1R      | uitgeschakeld in de eerste ronde |
| 2R      | uitgeschakeld in de tweede ronde |
| 3R      | uitgeschakeld in de derde ronde  |
| 4R      | uitgeschakeld in de vierde ronde |
| KF      | uitgeschakeld in de kwartfinale  |
| HF      | uitgeschakeld in de halve finale |
| F       | de finale verloren               |
| W       | het toernooi gewonnen            |
| w-v     | winst/verlies-balans             |

### Enkelspel
| Grandslamtoernooien  |      |      |      |      |      |      |
| Australian Open      | –    | –    | –    | –    | 2R   |      |
| Roland Garros        | –    | –    | 1R   | 1R   | 1R   |      |
| Wimbledon            | –    | –    | g.t. | 1R   | 1R   |      |
| US Open              | –    | –    | –    | 2R   | 2R   |      |
| ATP Masters 1000     |      |      |      |      |      |      |
| Indian Wells         | –    | –    | g.t. | –    | 1R   |      |
| Miami                | –    | –    | g.t. | –    | 2R   |      |
| Monte Carlo          | –    | –    | g.t. | –    | 1R   |      |
| Madrid               | –    | –    | g.t. | –    | –    |      |
| Rome                 | –    | –    | –    | –    | –    |      |
| Montreal/Toronto     | –    | –    | g.t. | –    | 1R   |      |
| Cincinnati           | –    | –    | –    | –    | –    |      |
| Shanghai             | –    | –    | g.t. | g.t. | g.t. |      |
| Parijs               | –    | –    | –    | 1R   | 1R   |      |
| olympisch            |      |      |      |      |      |      |
| Olympische Spelen    | g.t. | g.t. | g.t. | –    | g.t. | g.t. |
| Statistieken         |      |      |      |      |      |      |
| Totaal aantal titels | 0    | 0    | 0    | 0    | 0    | 0    |
| Eindejaarsranking    | 423  | 327  | 178  | 58   | 44   |      |

### Dubbelspel
| Grandslamtoernooien  |      |      |      |      |      |      |
| Australian Open      | –    | –    | –    | –    | –    |      |
| Roland Garros        | 1R   | 1R   | 2R   | –    | 2R   |      |
| Wimbledon            | –    | –    | g.t. | –    | 1R   |      |
| US Open              | –    | –    | –    | 2R   | 1R   |      |
| ATP Masters 1000     |      |      |      |      |      |      |
| Indian Wells         | –    | –    | g.t. | –    | –    |      |
| Miami                | –    | –    | g.t. | –    | –    |      |
| Monte Carlo          | –    | –    | g.t. | –    | –    |      |
| Madrid               | –    | –    | g.t. | –    | –    |      |
| Rome                 | –    | –    | –    | –    | –    |      |
| Montreal/Toronto     | –    | –    | g.t. | –    | –    |      |
| Cincinnati           | –    | –    | –    | –    | –    |      |
| Shanghai             | –    | –    | g.t. | g.t. | g.t. |      |
| Parijs               | –    | –    | –    | KF   | –    |      |
| olympisch            |      |      |      |      |      |      |
| Olympische Spelen    | g.t. | g.t. | g.t. | –    | g.t. | g.t. |
| Statistieken         |      |      |      |      |      |      |
| Totaal aantal titels | 0    | 0    | 0    | 0    | 0    | 0    |
| Eindejaarsranking    | 711  | 390  | 165  | 133  | 357  |      |